# Lorca Van De Putte
Lorca Van De Putte (Lokeren, 3 aprile 1988) è un'ex calciatrice belga, di ruolo difensore.

## Carriera

### Club

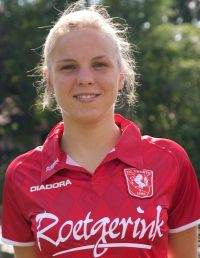
Van De Putte nel 2010 al

Nata a Lokeren, inizia a giocare a calcio a 7 anni, con l'SK Lokeren Doorslaar, dove rimane fino al 2001, quando passa al Waasland-Beveren Sinaai Girls. Passata in prima squadra a 14 anni, resta fino ai 19.
Nel 2007 si trasferisce nei Paesi Bassi, al Twente. In biancorosso colleziona 90 presenze e 2 reti in cinque stagioni, vincendo la Coppa d'Olanda nel 2008 e l'Eredivisie nel 2011 e giocando anche in Women's Champions League, nel doppio confronto con le russe del Rossijanka nei sedicesimi di finale della stagione 2011-2012, terminato con l'eliminazione.
Con l'introduzione nel 2012 della BeNe League, campionato che riuniva squadre belghe e olandesi, torna in Belgio, all'Anderlecht. Debutta il 1º settembre, giocando titolare nella sconfitta interna per 2-4 contro il Club Bruges, alla seconda giornata di campionato. Chiude la stagione con 17 partite giocate, arrivando seconda nella prima fase e settima nella seconda.
Nel 2013 va a giocare in Svezia, al Kristianstads DFF. Esordisce il 14 aprile nell'1-1 casalingo della prima di Damallsvenskan contro il Piteå IF, giocando tutti i 90 minuti. Segna il suo primo e unico gol nell'esperienza svedese l'11 settembre dello stesso anno, realizzando il 2-0 definitivo al 44' nel match di campionato in casa contro il Kopparbergs/Göteborg. In cinque stagioni gioca 77 volte segnando un gol, ottenendo un 9º, un 5º, un 7º, un 10º e un altro 5º posto.
Nell'estate 2017 cambia squadra, trasferendosi alle inglesi del Bristol City. Debutta il 12 ottobre in FA WSL Cup, partendo dall'inizio nella sconfitta per 2-0 sul campo del Tottenham. La prima in Women's Super League 1 la disputa il 21 febbraio 2018, giocando titolare nel 4-0 subito sul campo del Reading.

### Nazionale
Esordisce con la nazionale maggiore belga il 27 marzo 2009, a 20 anni, entrando all' 84' dell'amichevole persa in casa a Lovanio contro la Romania per 2-1 al posto di Kristien Elsen.
Segna il suo primo gol in nazionale il 26 ottobre 2013, quando realizza il 6-1 al 74' nel successo per 7-1 sul campo della Grecia a Livadeia, nelle qualificazioni al Mondiale 2015 in Canada.
Nel 2017 il CT belga Ives Serneels la inserisce nella lista delle 23 per gli Europei nei Paesi Bassi, prima partecipazione di sempre per le Red Flames, che escono al girone, chiudendo terze dietro a Paesi Bassi e Danimarca, poi finaliste, ma davanti alla Norvegia, battuta 2-0 nella seconda gara del torneo. Van De Putte, però, non gioca nessuna gara della competizione.

## Palmarès

### Club
- Campionato olandese: 1

Twente: 2010-2011
- Coppa dei Paesi Bassi: 1

Twente: 2007-2008